# Saunders-Roe SR.A/1
Saunders-Roe (Saro) SR.A/1 byl prototyp stíhacího hydroplánu navržený a postavený společností Saunders-Roe. Letoun byl testován britským královským letectvem (RAF) krátce po 2.světové válce.

## Vývoj a popis
Letoun byl uspořádáním samonosný jednomístný dolnoplošník z lehkých slitin s pilotem v uzavřeném kokpitu, který seděl ve vystřelovacím sedadle. Vyrobená trojice letounů byla poháněna vždy dvojicí proudových motorů s axiálním kompresorem Metropolitan-Vickers F2/4 Beryl s tahem 14,76 kN (1. letoun), 15,89 kN (2. letoun) a 17,48 kN (3. letoun).
SR.A/1 byl přímo inspirován poměrně skromnými úspěchy stíhacích hydroplánů japonského císařského námořnictva jako byly Nakadžima A6M2-N (úprava letounu Micubiši A6M) a Kawaniši N1K. Teoreticky měly být hydroplány ideální pro tichomořské bojiště, protože teoreticky mohly jakékoliv klidné pobřežní vody proměnit v leteckou základnu. Na druhou stranu jejich plováky omezovaly jejich výkony v porovnání s klasickými stíhacími letouny.
Společnost Saunders-Roe se domnívala, že nové proudové motory by mohly tento nedostatek překonat. Jelikož letoun nemusel mít dostatečně velký prostor pro vrtuli, mohl sedět na vodě níže a místo plováků využít princip létajícího člunu. Společnost poprvé představila svůj návrh s označením SR.44 britskému ministerstvu letectví v polovině roku 1943. Výkony s motory Halford H.1 byly odhadovány na rychlost 520 mph (837 km/h) ve výšce 40 000 stop. Ministerstvu se nelíbil hlavně návrh křídla, které podle jejich názoru nevyhovovalo pro vysokorychlostní stíhací letoun působící ve značných výškách. Návrh byl proto upraven a konečné specifikace E.6/44 byly pro tento upravený návrh vydány v dubnu 1944. V květnu 1944 byl uzavřen kontrakt na dodání třech prototypů.
S koncem 2. světové války se společnost více soustředila na vývoj civilního dopravního létajícího člunu s velmi dlouhým doletem Saunders-Roe Princess.
První prototyp (TG263), který pilotoval Geoffrey A. V. Tyson, poprvé vzlétnul 16. července 1947. V průběhu roku 1948 byly dohotoveny další dva prototypy, druhý prototyp (TG267) však brzy havaroval ve špatném počasí ve Felixstowe a pilot zahynul. I když prototypy podávaly dobré výkony a byly dobře ovladatelné – Tyson předváděl akrobatické prvky i let na zádech na přehlídce SBAC Display v roce 1948 – potřeba takového letounu s koncem války úplně vymizela. Navíc úspěch letadlových lodí na pacifickém bojišti ukázal mnohem účinnější způsob, jak ovládat nebe nad oceány, i když společnost Saunders-Roe argumentovala, že letadlová loď a její doprovod jsou zranitelné jinými plavidly nebo letadly. Navíc byl překryt kokpitu příliš malý s množstvím příček, což zhoršovalo výhled pilota z letounu. Letoun byl vybaven automatickým kotvícím systémem, který pilotovi umožňoval zakotvení letounu bez cizí pomoci.
V dubnu 1949 byl zničen také třetí vyrobený prototyp (TG271). Pilot Lt. Cdr. Brown při přiblížení na přistání v Cowes přehlédl ve vodě ponořenou kládu. Narazil do ní, v trupu vznikla trhlina 1,5 m, utrhl se pravý pomocný plovák, letoun se převrátil a potopil na dno Solentské úžiny.
Zásadním problémem se stal nedostatek proudových motorů, když jejich výrobce Metropolitan-Vickers ukončil jejich vývoj. Projekt byl pozastaven a první prototyp byl v roce 1950 umístěn do skladu, aby byl krátce na to nakrátko vzkříšen v listopadu 1950 v souvislosti s vypuknutím Korejské války. 15. června 1951 se objevil na Temži při příležitosti Britského festivalu s novým trupovým označením G-12-1. Po třech dnech kotvení u parlamentu z řeky vzlétl. Pro svou zastaralost a problémy s motory s konečnou platností přestal létat v červnu 1951.
Společnost Saunders-Roe ještě přišla s návrhem letounu na vodních lyžích s názvem Saunders Roe Hydroski, který dosahoval výkonů podobných jako u letounů působících z pozemních základen, ale letoun „nezískal oficiální podporu“.
Ačkoliv letoun nikdy neobdržel oficiální jméno, dělníci ve výrobním závodě jej přezdívali „Squirt“.
Dva prototypy letounu SR./A.1 byly osazeny prvním sériovým typem vystřelovacích sedadel Martin-Baker Mk.1.

## Dochované letouny

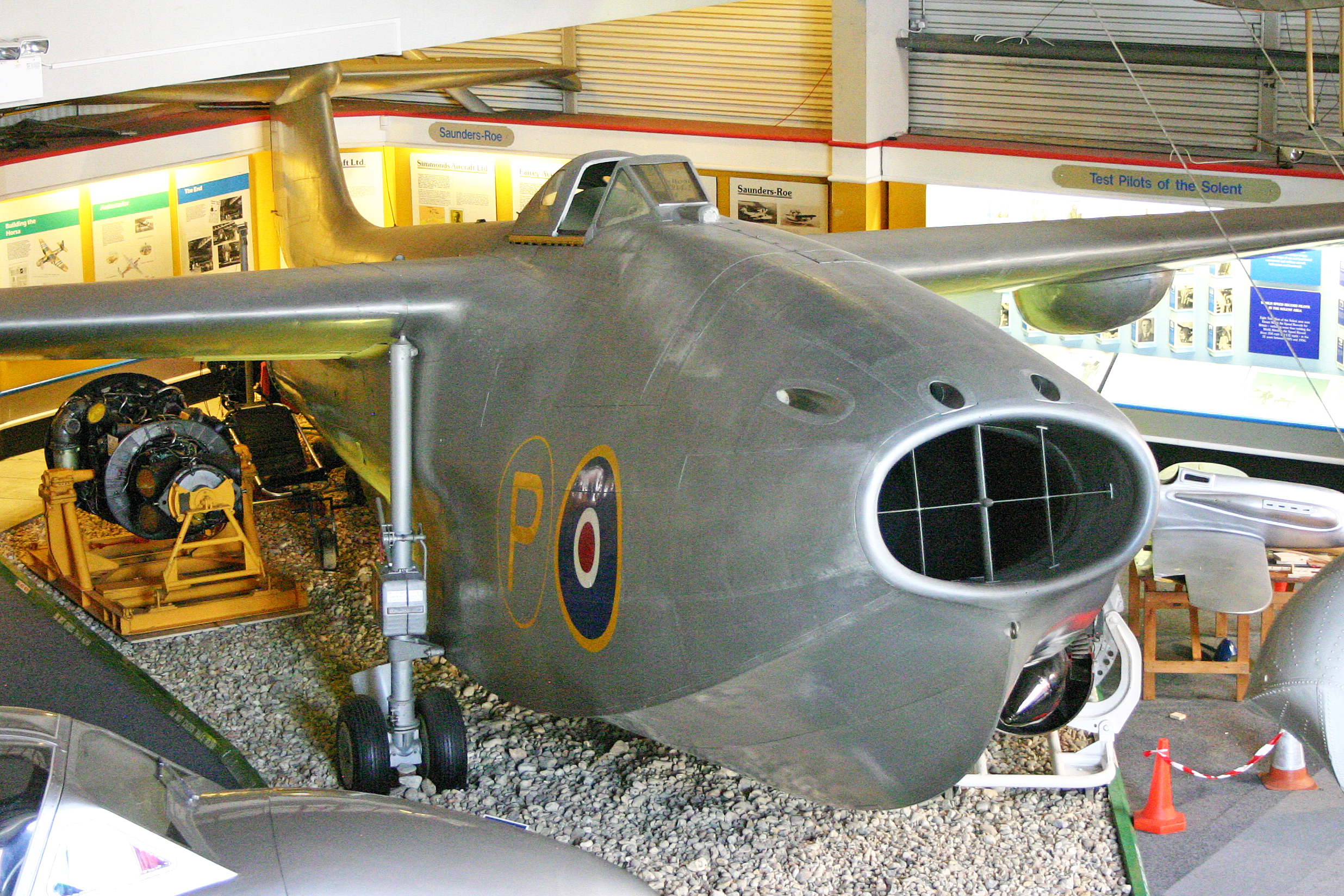
TG263 v Solent Sky (2011)

První prototyp se sériovým číslem TG263 se dochoval do dnešních dnů a je vystaven v leteckém muzeu Solent Sky v Southamptonu. Oba další letouny (TG267 a TG271) byly ztraceny během zkoušek, které trvaly 4 roky.

## Specifikace (SR/A.1)
Technické údaje pocházejí z publikace „British Flying Boats“ a „Encyklopedie letadel světa“.

### Technické údaje
- Posádka: 1
- Rozpětí: 14,02 m
- Délka: 15,24 m
- Výška: 5,11 m
- Nosná plocha: 38,60 m²
- Plošné zatížení: 188 kg/m²
- Prázdná hmotnost: 5 108 kg
- Maximální vzletová hmotnost: 8 633 kg
- Pohonná jednotka: 2× proudový motor Metropolitan-Vickers F2/4 Beryl
- Tah pohonné jednotky: 17,2 kN

### Výkony
- Cestovní rychlost: ? km/h ve výšce ? m
- Maximální rychlost: 824 km/h (512 mph, 445 uzlů) ve výšce 5 640 m
- Vytrvalost: max. 2,4 hod.
- Dostup: 14 600 m (48 000 stop)
- Stoupavost: 29,5 m/s

### Výzbroj
- 4× letecký kanón ráže 20 mm Hispano Mk.5
- 2× letecká puma 1 000 liber (455 kg) nebo rakety

## Odkazy

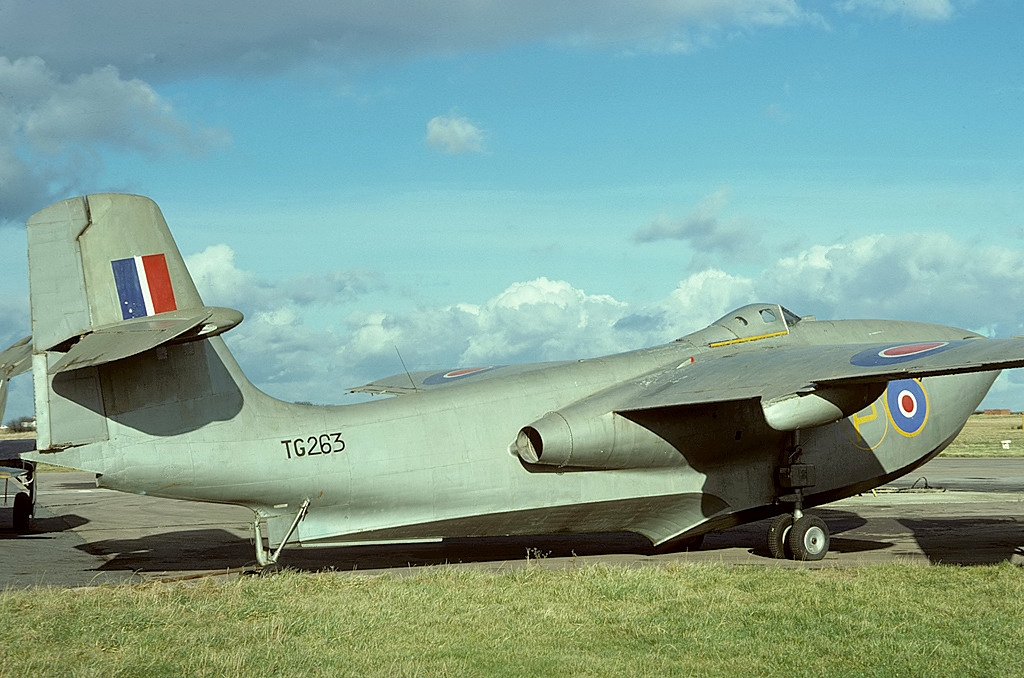
Saunders-Roe SR.A/1 (TG263)

## Uživatelé
Spojené království
- Royal Air Force